# 2291 Kevo
A 2291 Kevo (ideiglenes jelöléssel 1941 FS) a Naprendszer kisbolygóövében található aszteroida. Liisi Oterma fedezte fel 1941. március 19-én.